# Hans Pfeifer (Baurat)
Wilhelm Johannes „Hans“ Pfeifer, auch Johann Pfeifer, (* 14. April 1849 in Braunschweig; † 6. Juli 1933 ebenda) war ein deutscher Architekt, braunschweigischer Baubeamter und Schriftsteller.

## Leben
Hans Pfeifer wurde 1849 in Braunschweig als Sohn des Pastors an der Katharinenkirche Johannes Andreas Friedrich Pfeifer (1805–1875) geboren. Nach dem Besuch des Realgymnasiums Braunschweig studierte er von 1868 bis 1870 an der Polytechnischen Schule Braunschweig und von 1871 bis 1872 an der Berliner Bauakademie. Das Studium wurde 1870/1871 durch seine Teilnahme am Deutsch-Französischen Krieg unterbrochen. Pfeifer kehrte nach Braunschweig zurück, wo er 1873 das erste Staatsexamen im Hochbaufach ablegte. Er war von 1875 bis 1919 als braunschweigischer Baubeamter tätig, zunächst unter Carl Tappe als Bauführer, dann ab 1877 als Herzoglicher Baumeister, sieben Jahre darauf als Kreisbaumeister, ab 1896 als Regierungs- und Baurat, ab 1906 als Geheimer Baurat, bevor er 1913 zum Oberbaurat ernannt wurde.

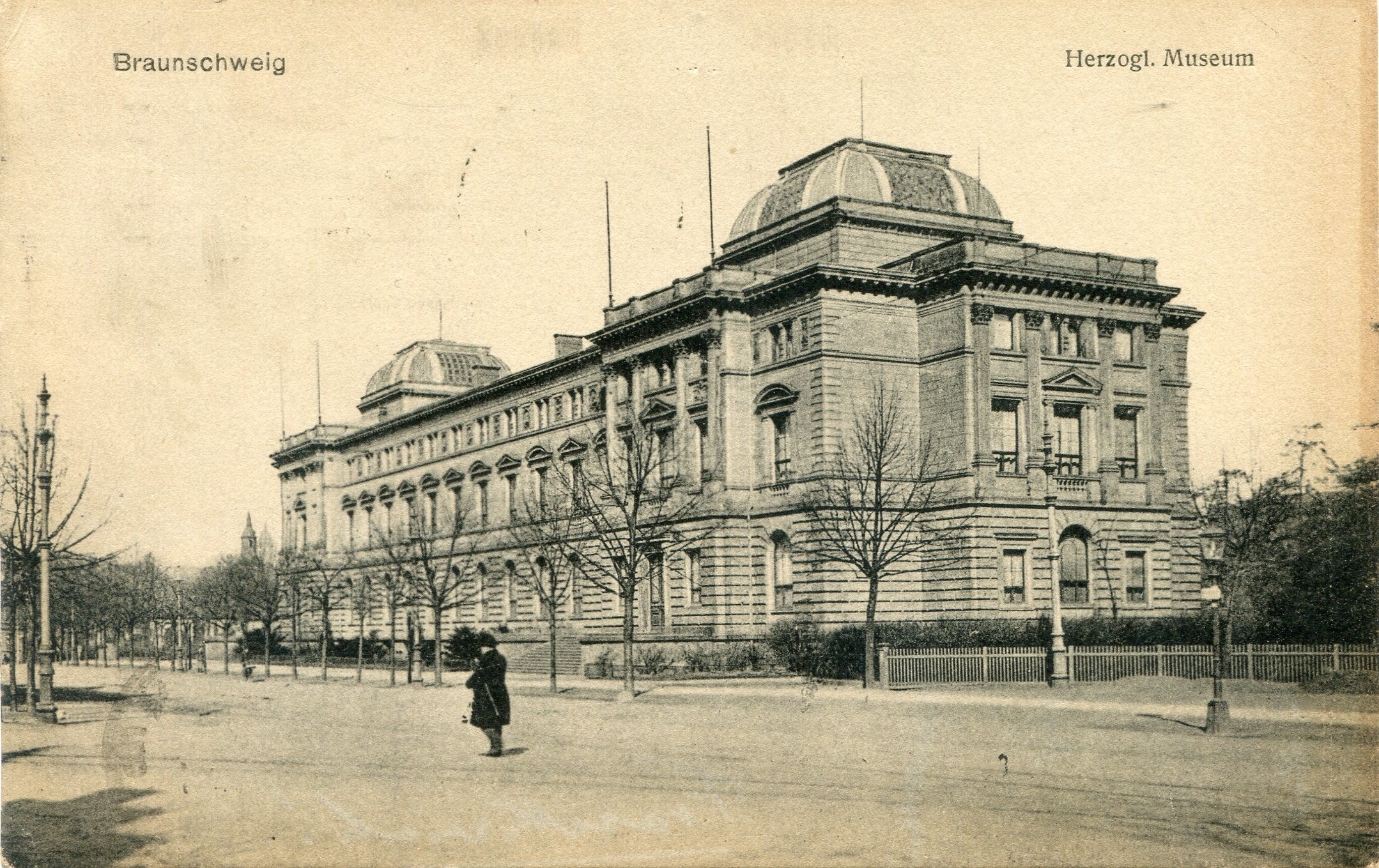
Herzog Anton Ulrich-Museum
(um 1900)

Pfeifer leitete zahlreiche öffentliche Bauprojekte, darunter das Herzog Anton Ulrich-Museum, das Braunschweigische Landesmuseum in der Aegidienkirche und den Wiederaufbau der Burg Dankwarderode. Er entwarf das Herzogliche Krankenhaus, das von 1891 bis 1895 an der Celler Straße errichtet wurde. Pfeifers Entwurf wurde auf der Pariser Weltausstellung 1900 prämiert. Weitere Bauprojekte waren das Justizgebäude an der Münzstraße sowie mehrere Kirchen, Schulen und Pfarrhäuser. Er engagierte sich für die farbige Bemalung der Braunschweiger Fachwerkhäuser. Pfeifer war Vorsitzender des Braunschweiger Kunstclubs und lange Jahre im Vorstand des Architekten- und Ingenieur-Vereins für das Herzogtum Braunschweig. Er entwarf als Mitglied des Deutschen Alpenvereins die Pläne für die Braunschweiger Hütte in den Ötztaler Alpen. Als die Heeresverwaltung während des Ersten Weltkriegs aus Mangel an Geschützmetallmaterial die Beschlagnahme der Metallgegenstände verfügte, übernahm Pfeifer die Aufgabe, insbesondere die Kirchenglocken im Herzogtum Braunschweig zu begutachten und diejenigen zu bestimmen, die von der Beschlagnahme befreit bleiben sollten. Pfeifer, dessen Hauptinteresse auf dem Gebiet der mittelalterlichen Baukunst lag, entfaltete eine rege architektur- und heimatschriftstellerische Tätigkeit.
Pfeifer trat 1919, kurz vor Vollendung seines 70. Lebensjahrs, in den Ruhestand. Er starb im  Juli 1933 im Alter von 84 Jahren in Braunschweig. Sein Nachlass wird im Stadtarchiv Braunschweig und im Niedersächsischen Landesarchiv verwahrt.

## Schriften (Auswahl)
- Die Dörfer und Bauernhäuser im Herzogthume Braunschweig. Vortrag gehalten am 17 April 1886. Waisenhaus-Buchdruckerei, Braunschweig 1886. (Digitalisat)
- Die Holz-Architektur der Stadt Braunschweig. In: Zeitschrift für Bauwesen, 42. Jahrgang 1892, S. 14 ff. (Text) / Atlas zur Zeitschrift für Bauwesen, Blätter 7–15 (Abbildungen).
- Das Kloster Riddagshausen bei Braunschweig. Verlag Zwissler, Wolfenbüttel 1896. (Digitalisat)
- Die Gebäude der Neuen Herzoglichen Krankenanstalt in Braunschweig. Verlag Joh. Heinr. Meyer, Braunschweig 1897. (Digitalisat)
- Der Dom zu Braunschweig. 1909.
- Die Enteignung der Kirchenglocken im Herzogtum Braunschweig im Kriegsjahre 1917. (= Flugschriften des Landesvereins für Heimatschutz im Herzogtum Braunschweig) Braunschweig 1917.
- Die Glockengießergeschlechter im Lande Braunschweig. Verlag Appelhans, Braunschweig 1927.

## Ehrungen
Pfeifer wurde mit dem Kommandeurkreuz des Ordens Heinrichs des Löwen ausgezeichnet. Er war Träger des königlich bayerischen Verdienstordens, des Ehrenkreuzes des mecklenburgischen Greifenordens, des Ehrenkreuzes des reußischen Verdienstordens und des braunschweigischen Kriegsverdienstkreuzes. Ein Raum der von ihm entworfenen Braunschweiger Hütte wurde nach ihm als Pfeiferzimmer benannt.

## Kuriosa
Pfeifer ließ sich, wie seine Braunschweiger Zeitgenossen Ludwig Winter und Ernst Wiehe, von der Mittelalterbegeisterung des 19. Jahrhunderts anstecken. Er gehörte gemeinsam mit seiner Ehefrau zu den Teilnehmern des vom Architekten Ludwig Winter ins Leben gerufenen Romanischen Festes in der rekonstruierten Burg Dankwarderode. Entsprechende aquarellierte Kostümentwürfe aus dem Jahr 1911, die mutmaßlich von Pfeifer stammen, verwahrt das Braunschweigische Landesmuseum.